# Армирайл, Бруно
Бруно Армирайл (фр. Bruno Armirail; род. 11 апреля 1994 в Баньер-де-Бигоре, департамент Верхние Пиренеи, Франция) — французский профессиональный шоссейный велогонщик, выступающий за команду мирового тура «Groupama-FDJ».

## Достижения
2013
2-й — Чемпионат Франции — Индивидуальная гонка U23
2-й — Chrono des Nations U23
2014
1-й - Чемпион Франции — Индивидуальная гонка U23
2-й — Chrono des Nations U23
2-й — Тур Басс-Наварры
2-й — Circuit du Mené U23
3-й — Circuit de l'Essor
3-й — Boucle de l'Artois
3-й — Tour d'Eure-et-Loir
2017
5-й — Тур Пуату — Шаранты — Генеральная классификация